# Hitchiti
Los hitchiti eran una tribu de habla maskogui que residían principalmente en una ciudad del mismo nombre en la orilla este del río Chattahoochee, 4 millas abajo de Chiaha, de buena tierra que linda con el río, en el oeste Georgia. Hablaban la lengua hitchiti, que era común con el mikasuki.  Éste todavía se habla entre los mikasuki de Florida.
Cuando el Agente de los indios Benjamín Hawkins visitó los hitchiti en 1799, escribió que se habían extendido en dos asentamientos distintos.  Los Hitchitudshi, o Pequeños Hitchiti, que vivían a ambas orillas del río Flint  bajo la unión de Kinchafoonee, que atraviesa el condado que una vez llevó su nombre. Los Tutalosi vivían en el otro brazo del kinchafoonee, 20 millas al oeste de Hitchitudshi.

La tribu no es muy conocida en los registros históricos. Apareció por primera vez en 1733, cuando dos de sus delegados, cuando los jefes creek se entrevistaron con el gobernador James Oglethorpe en Savannah. 
La lengua parece que se ha extendido más allá de los límites de la tribu, ya que era hablada no solo en las ciudades de Chattahoochee, Chiaha, Chiahudshi, Hitchiti, Oconee, Sawokli, Sawokliudshi, Apalachicola, los del río Flint, sino también por la tribu mikasuki de Florida. Por los nombres locales, parece que se hablaba también en grandes zonas de Georgia y Florida. Como en el creek, esta lengua tiene una forma arcaica llamada "la conversación de la mujer", o la lengua femenina.
Se supone que los yamasee también hablaban el hitchiti, pero no hay pruebas concluyentes.  Otra prueba de su diversidad oratoria es que hablan una lengua relacionada con "Guale". Los hitchiti fueron absorbidos y formaron parte integrante de la Nación de Creek, conservando en gran medida su propia lengua y costumbres. Del mismo modo, los de habla mikasuki que se unieron a las migraciones los creek a Florida, que eran antepasados de los seminolas, mantuvieron su cultura. Han sido reconocidos como una tribu distinta de los mikasuki.